# Lee Kendall
Pour les articles homonymes, voir Kendall.
Lee Kendall (né le 8 janvier 1981 à Cardiff) est un footballeur gallois évoluant au poste de gardien de but devenu entraîneur. Il est champion du pays de Galles en 2009 avec Rhyl.

## Biographie
Fils du gardien de Tottenham Hotspur Mark Kendall, Lee Kendall a fait ses débuts de footballeur à Crystal Palace avant d'être recruté par Cardiff City le 22 décembre 2000. International espoir du pays de Galles, il joue plusieurs saisons à Haverfordwest County où il devient un des meilleurs gardiens de l'histoire du championnat gallois.
En juin 2011, il signe avec le club ambitieux de Neath. Mais, à l'issue de la saison, Neath est relégué en deuxième division pour des raisons administratives et Kendall quitte le club. Le 8 juin 2012, il est recruté par son premier club professionnel, Cardiff City, en tant qu'entraîneur des gardiens de l'académie.

## Palmarès

### En club
Rhyl FC
- Championnat du pays de Galles
  - Vainqueur : 2009.